# Голод Рузагаюра
Голод Рузагаюра — голод, произошедший в бельгийской мандатной территории Руанда-Урунди (в данный момент здесь находятся Руанда и Бурунди) во время Второй мировой войны. Голод привёл к гибели большого числа людей и к миграции населения в Бельгийское Конго и в другие близлежащие территории.  Считается, что голод начался в октябре 1943 года и закончился в декабре 1944 года.  
Основной причиной голода стала засуха начала 1943 года. Проблема также усугубилась попытками колониальных властей отправить еду в Бельгийское Конго в рамках военных действий антигитлеровской коалиции во Второй мировой войне.
Руководство колонии вместе с христианскими миссионерами стало перевозить еду в пункт снабжения в Бужумбуре. Король Руанды также направил помощь в пострадавший район.
По данным на декабрь 1944 (тогда и закончился голод), от голода погибло от 36 000 до 50 000 человек (от 20% до ⅓ жителей региона).
Несколько сотен тысяч человек эмигрировали в Бельгийское Конго, в Британскую Уганду и на другие территории. Миграция способствовала политической нестабильности в регионах, куда переместились жители Руанды-Урунди.